# Matis

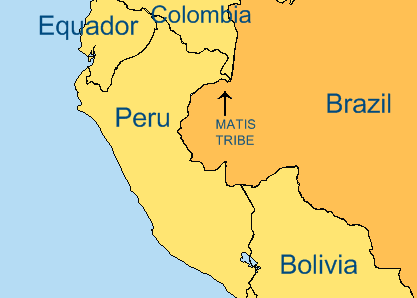
Mapa com a localização dos matis.

Os Matis, autodenominados Mushabo ("os tatuados", de musha, tatuagem' + -bo, partícula indicativa de plural) ou Deshan Mikitbo ("gente que está a montante"), são um grupo indígena falante de uma língua Pano que habita o sudoeste do estado brasileiro do Amazonas (mais precisamente, na Terra Indígena Vale do Javari, região do alto Solimões), nas proximidades da fronteira do Brasil com o Peru. O nome "matis" foi dado por não índios a um grupo que se autodenominava matses. Matses é, também, a autodenominação de um outro povo cultural e linguisticamente muito próximo aos Matis: os Matsés ou Mayoruna. Isto porque a palavra significa "ser humano" ou "pessoa", podendo, também, ser utilizada para designar o conjunto de parentes de um indivíduo.
Além dos Matis, outros povos vivem nesse território, como é o caso dos Kanamari e Tsohom Djapá (falantes de línguas da família Katukina), Marubo, Matsés (ou Mayoruna), Kulina Pano e Korubo (cujas línguas pertencem à família Pano). Há, também, a presença de cerca de oito grupos indígenas isolados.

## História
No final dos anos 1970, época dos primeiros contatos dos matis com não índios, o grupo era constituído por centenas de pessoas. Em 1983, eram apenas 87 indivíduos. Nesse período, foram duramente atingidos por várias epidemias que se espalharam pela região, afetando especialmente crianças e idosos. Os sobreviventes, traumatizados, reagruparam-se em torno do Posto da Fundação Nacional do Índio (FUNAI) às margens do rio Ituí, em busca de remédios. Passado alguns anos, as roças começaram a produzir normalmente, alguns rituais ressurgiram e houve um aumento populacional significativo. Atualmente, os Matis não vivem mais em uma única aldeia e, assim, retomam, de modo tímido, o antigo padrão de ocupação territorial dispersa. Segundo a Fundação Nacional de Saúde, em 2010, a população Matis era constituída por 390 indivíduos.
Os Matis colaboraram com a FUNAI na frente de atração dos Korubo e, até hoje, são os principais tradutores e intermediários entre os Korubo e os não índios. Em 2014/2015, no entanto, um conflito entre os matis e os corubos resultou na morte de dois matis e sete a quinze corubos.